# Prasyptera varicolor
Prasyptera varicolor là một loài bọ cánh cứng trong họ Chrysomelidae. Loài này được Weise miêu tả khoa học năm 1917.